# Campeonato Sub-23 de la AFC 2016
El Campeonato Sub-23 de la AFC de 2016 fue la segunda edición de este torneo de fútbol a nivel de selecciones sub-23 organizado por la Confederación Asiática de Fútbol (AFC). El torneo se disputó en Catar del 12 al 30 de enero de 2016 y contó con la participación de 16 selecciones preolímpicas de Asia.
Por primera vez, el campeonato Sub-23 de la AFC sirvió de clasificación para el torneo olímpico de fútbol, los tres mejores equipos del torneo clasificaron para el torneo de fútbol masculino de los Juegos Olímpicos de Río de Janeiro 2016, como los representantes de la AFC.

## Sedes
El torneo se celebró en cuatro estadios, todos ellos ubicados en la ciudad de Doha.
| Doha                                            | Doha                                   | Doha                                       | Doha                                        |
| ----------------------------------------------- | -------------------------------------- | ------------------------------------------ | ------------------------------------------- |
| Estadio Abdullah bin Khalifa (Estadio Lekhwiya) | Estadio Grand Hamad (Estadio Al-Arabi) | Estadio Jassim Bin Hamad (Estadio Al-Sadd) | Estadio Suheim Bin Hamad (Estadio Qatar SC) |
| Aforo: 12 000                                   | Aforo: 13 000                          | Aforo: 15 000                              | Aforo: 15 000                               |
|                                                 |                                        |                                            |                                             |

## Clasificación

### Selecciones participantes
| Selecciones participantes | Selecciones participantes | Selecciones participantes | Selecciones participantes |
| ------------------------- | ------------------------- | ------------------------- | ------------------------- |
| Arabia Saudita            | Corea del Sur             | Irán                      | Tailandia                 |
| Australia                 | China                     | Japón                     | Uzbekistán                |
| Catar                     | Emiratos Árabes Unidos    | Jordania                  | Vietnam                   |
| Corea del Norte           | Irak                      | Siria                     | Yemen                     |

## Árbitros Oficiales
Un total de 15 árbitros centrales fueron seleccionados.
Árbitros
| - Chris Beath - Ma Ning - Alireza Faghani - Ali Sabah - Ryuji Sato | - Adham Makhadmeh - Kim Jong-hyeok - Mohd Amirul Izwan Yaacob - Ahmed Abu Bakar Said Al-Kaf - Abdulrahman Al-Jassim | - Fahad Al-Mirdasi - Dmitriy Mashentsev - Hettikamkanamge Perera - Mohammed Abdulla Hassan Mohamed - Ilgiz Tantashev |

## Fase de grupos
Los dos primeros de cada grupo avanzan a cuartos de final.
Calendario y resultados, los horarios corresponden al huso horario de Catar (UTC+3). AFC

### Grupo A
| Equipo | Pts | PJ | PG | PE | PP | GF | GC | Dif |
| ------ | --- | -- | -- | -- | -- | -- | -- | --- |
| Catar  | 9   | 3  | 3  | 0  | 0  | 9  | 4  | 5   |
| Irán   | 6   | 3  | 2  | 0  | 1  | 6  | 4  | 2   |
| Siria  | 3   | 3  | 1  | 0  | 2  | 5  | 7  | -2  |
| China  | 0   | 3  | 0  | 0  | 3  | 4  | 9  | -5  |

| 12 de enero de 2016, 16:30 | Siria | 0:2 (0:0) | Irán                             | Estadio Jassim Bin Hamad, Doha                        |                                                       |
|                            |       | Reporte   | Motahari 64' · Mi. Mohammadi 72' | Asistencia: 1133 espectadores Árbitro(s): Chris Beath | Asistencia: 1133 espectadores Árbitro(s): Chris Beath |

| 12 de enero de 2016, 19:30 | Catar                                | 3:1 (0:1) | China            | Estadio Abdullah bin Khalifa, Doha                       |                                                          |
|                            | A. Hassan 66' 72' · A. Alaaeldin 82' | Reporte   | Liao Lisheng 43' | Asistencia: 6340 espectadores Árbitro(s): Kim Jong-hyeok | Asistencia: 6340 espectadores Árbitro(s): Kim Jong-hyeok |

| 15 de enero de 2016, 16:30 | China            | 1:3 (1:1) | Siria                                 | Estadio Abdullah bin Khalifa, Doha                               |                                                                  |
|                            | Liao Lisheng 21' | Reporte   | Khribin 45' (pen.) 54' · Al Baher 83' | Asistencia: 1205 espectadores Árbitro(s): Hettikamkanamge Perera | Asistencia: 1205 espectadores Árbitro(s): Hettikamkanamge Perera |

| 15 de enero de 2016, 19:30 | Irán       | 1:2 (0:1) | Catar                            | Estadio Jassim Bin Hamad, Doha                                |                                                               |
|                            | Karimi 90' | Reporte   | A. Alaaeldin 35' · A. Hassan 56' | Asistencia: 11 026 espectadores Árbitro(s): Mohd Amirul Izwan | Asistencia: 11 026 espectadores Árbitro(s): Mohd Amirul Izwan |

| 18 de enero de 2016, 19:30 | Catar                                           | 4:2 (3:1) | Siria                         | Estadio Jassim Bin Hamad, Doha |                          |
|                            | A. Hassan 10' · Aalaaeldin 24' 82' · Madibo 28' | Reporte   | Kalfa 5' · Khribin 81' (pen.) | Árbitro(s): Ahmed Al-Kaf       | Árbitro(s): Ahmed Al-Kaf |

| 18 de enero de 2016, 19:30 | Irán                                     | 3:2 (2:1) | China                                     | Estadio Abdullah bin Khalifa, Doha                       |                                                          |
|                            | Motahari 38' · Pahlavan 41' · Torabi 48' | Reporte   | Chang Feiya 40' · Liao Lisheng 70' (pen.) | Asistencia: 802 espectadores Árbitro(s): Ilgiz Tantashev | Asistencia: 802 espectadores Árbitro(s): Ilgiz Tantashev |

### Grupo B
| Equipo          | Pts | PJ | PG | PE | PP | GF | GC | Dif |
| --------------- | --- | -- | -- | -- | -- | -- | -- | --- |
| Japón           | 9   | 3  | 3  | 0  | 0  | 7  | 1  | 6   |
| Corea del Norte | 2   | 3  | 0  | 2  | 1  | 5  | 6  | -1  |
| Arabia Saudita  | 2   | 3  | 0  | 2  | 1  | 5  | 6  | -1  |
| Tailandia       | 2   | 3  | 0  | 2  | 1  | 3  | 7  | -4  |

| 13 de enero de 2016, 16:30 | Japón   | 1:0 (1:0) | Corea del Norte | Estadio Grand Hamad, Doha                                 |                                                           |
|                            | Ueda 5' | Reporte   |                 | Asistencia: 1531 espectadores Árbitro(s): Alireza Faghani | Asistencia: 1531 espectadores Árbitro(s): Alireza Faghani |

| 13 de enero de 2016, 19:30 | Arabia Saudita | 1:1 (0:0) | Tailandia | Estadio Grand Hamad, Doha                               |                                                         |
|                            | Al-Saiari 71'  | Reporte   | Pinyo 84' | Asistencia: 878 espectadores Árbitro(s): Abdulla Hassan | Asistencia: 878 espectadores Árbitro(s): Abdulla Hassan |

| 16 de enero de 2016, 16:30 | Tailandia | 0:4 (0:1) | Japón                                         | Estadio Grand Hamad, Doha                                 |                                                           |
|                            |           | Reporte   | Suzuki 27' · Yajima 49' · Kubo 75' 84' (pen.) | Asistencia: 1674 espectadores Árbitro(s): Ilgiz Tantashev | Asistencia: 1674 espectadores Árbitro(s): Ilgiz Tantashev |

| 16 de enero de 2016, 19:30 | Corea del Norte                                        | 3:3 (1:1) | Arabia Saudita                              | Estadio Grand Hamad, Doha                                |                                                          |
|                            | Kim Yong-il 27' · Yun Il-gwang 52' · Jang Kuk-chol 85' | Reporte   | Kanno 40' · Al-Muwallad 62' · Al-Ghamdi 69' | Asistencia: 989 espectadores Árbitro(s): Adham Makhadmeh | Asistencia: 989 espectadores Árbitro(s): Adham Makhadmeh |

| 19 de enero de 2016, 16:30 | Arabia Saudita  | 1:2 (0:1) | Japón                     | Estadio Suheim Bin Hamad, Doha                          |                                                         |
|                            | Madu 57' (pen.) | Reporte   | Oshima 31' · Ideguchi 53' | Asistencia: 807 espectadores Árbitro(s): Abdulla Hassan | Asistencia: 807 espectadores Árbitro(s): Abdulla Hassan |

| 19 de enero de 2016, 16:30 | Corea del Norte                    | 2:2 (2:1) | Tailandia                     | Estadio Grand Hamad, Doha                                   |                                                             |
|                            | Kim Yong-il 17' · Yun Il-gwang 45' | Reporte   | Narubadin 30' · Chanathip 78' | Asistencia: 1421 espectadores Árbitro(s): Mohd Amirul Izwan | Asistencia: 1421 espectadores Árbitro(s): Mohd Amirul Izwan |

### Grupo C
| Equipo        | Pts | PJ | PG | PE | PP | GF | GC | Dif |
| ------------- | --- | -- | -- | -- | -- | -- | -- | --- |
| Corea del Sur | 7   | 3  | 2  | 1  | 0  | 8  | 2  | 6   |
| Irak          | 7   | 3  | 2  | 1  | 0  | 6  | 3  | 3   |
| Uzbekistán    | 3   | 3  | 1  | 0  | 2  | 6  | 6  | 0   |
| Yemen         | 0   | 3  | 0  | 0  | 3  | 1  | 10 | -9  |

| 13 de enero de 2016, 16:30 | Irak                        | 2:0 (2:0) | Yemen | Estadio Suheim Bin Hamad, Doha                      |                                                     |
|                            | Faez 36' (pen.) · Husni 39' | Reporte   |       | Asistencia: 545 espectadores Árbitro(s): Ryuji Sato | Asistencia: 545 espectadores Árbitro(s): Ryuji Sato |

| 13 de enero de 2016, 19:30 | Corea del Sur        | 2:1 (1:0) | Uzbekistán    | Estadio Suheim Bin Hamad, Doha                            |                                                           |
|                            | Moon 20' (pen.), 48' | Reporte   | Khamdamov 57' | Asistencia: 803 espectadores Árbitro(s): Fahad Al-Mirdasi | Asistencia: 803 espectadores Árbitro(s): Fahad Al-Mirdasi |

| 16 de enero de 2016, 16:30 | Yemen | 0:5 (0:3) | Corea del Sur                                                       | Estadio Suheim Bin Hamad, Doha                              |                                                             |
|                            |       | Reporte   | Kwon Chang-hoon 14' 31' 41' · Ryu Seung-woo 73' · Kim Seung-jun 77' | Asistencia: 755 espectadores Árbitro(s): Dmitriy Mashentsev | Asistencia: 755 espectadores Árbitro(s): Dmitriy Mashentsev |

| 16 de enero de 2016, 19:30 | Uzbekistán                  | 2:3 (1:2) | Irak                               | Estadio Suheim Bin Hamad, Doha                        |                                                       |
|                            | Khamdamov 1' · Khakimov 79' | Reporte   | Kadhim 38' · Kamil 43' · Tariq 82' | Asistencia: 686 espectadores Árbitro(s): Ahmed Al-Kaf | Asistencia: 686 espectadores Árbitro(s): Ahmed Al-Kaf |

| 19 de enero de 2016, 19:30 | Irak             | 1:1 (0:1) | Corea del Sur | Estadio Grand Hamad, Doha                                       |                                                                 |
|                            | A. Hussein 90+2' | Reporte   | Kim Hyun 22'  | Asistencia: 1086 espectadores Árbitro(s): Abdulrahman Al-Jassim | Asistencia: 1086 espectadores Árbitro(s): Abdulrahman Al-Jassim |

| 19 de enero de 2016, 19:30 | Uzbekistán                                   | 3:1 (1:0) | Yemen         | Estadio Suheim Bin Hamad, Doha                   |                                                  |
|                            | Sohibov 18' · Sergeev 68' · Masharipov 90+3' | Reporte   | Al-Sarori 82' | Asistencia: 227 espectadores Árbitro(s): Ma Ning | Asistencia: 227 espectadores Árbitro(s): Ma Ning |

### Grupo D
| Equipo                 | Pts | PJ | PG | PE | PP | GF | GC | Dif |
| ---------------------- | --- | -- | -- | -- | -- | -- | -- | --- |
| Emiratos Árabes Unidos | 7   | 3  | 2  | 1  | 0  | 4  | 2  | 2   |
| Jordania               | 5   | 3  | 1  | 2  | 0  | 3  | 1  | 2   |
| Australia              | 4   | 3  | 1  | 1  | 1  | 2  | 1  | 1   |
| Vietnam                | 0   | 3  | 0  | 0  | 3  | 3  | 8  | -5  |

| 14 de enero de 2016, 16:30 | Jordania                         | 3:1 (1:0) | Vietnam         | Estadio Suheim Bin Hamad, Doha                    |                                                   |
|                            | Faisal 39' 72' · Al-Manasrah 68' | Reporte   | Đỗ Duy Mạnh 86' | Asistencia: 1392 espectadores Árbitro(s): Ma Ning | Asistencia: 1392 espectadores Árbitro(s): Ma Ning |

| 14 de enero de 2016, 19:30 | Australia | 0:1 (0:0) | Emiratos Árabes Unidos | Estadio Grand Hamad, Doha                                      |                                                                |
|                            |           | Reporte   | Gallifuoco 85' (a.g.)  | Asistencia: 307 espectadores Árbitro(s): Abdulrahman Al-Jassim | Asistencia: 307 espectadores Árbitro(s): Abdulrahman Al-Jassim |

| 17 de enero de 2016, 16:30 | Vietnam | 0:2 (0:1) | Australia                  | Estadio Grand Hamad, Doha                          |                                                    |
|                            |         | Reporte   | Donachie 2' · Maclaren 61' | Asistencia: 539 espectadores Árbitro(s): Ali Sabah | Asistencia: 539 espectadores Árbitro(s): Ali Sabah |

| 17 de enero de 2016, 19:30 | Emiratos Árabes Unidos | 0:0     | Jordania | Estadio Suheim Bin Hamad, Doha                           |                                                          |
|                            |                        | Reporte |          | Asistencia: 1752 espectadores Árbitro(s): Kim Jong-hyeok | Asistencia: 1752 espectadores Árbitro(s): Kim Jong-hyeok |

| 20 de enero de 2016, 19:30 | Jordania | 0:0     | Australia | Estadio Suheim Bin Hamad, Doha                       |                                                      |
|                            |          | Reporte |           | Asistencia: 2338 espectadores Árbitro(s): Ryuji Sato | Asistencia: 2338 espectadores Árbitro(s): Ryuji Sato |

| 20 de enero de 2016, 19:30 | Emiratos Árabes Unidos                                        | 3:2 (0:1) | Vietnam                    | Estadio Grand Hamad, Doha                                 |                                                           |
|                            | Hoàng 64' (a.g.) · M. Al-Akberi 73' · A. Al-Hashmi 78' (pen.) | Reporte   | Công 24' (pen.) · Tuấn 68' | Asistencia: 623 espectadores Árbitro(s): Fahad Al-Mirdasi | Asistencia: 623 espectadores Árbitro(s): Fahad Al-Mirdasi |

## Ronda final
En cuartos de final, semifinales y final se considera tiempo extra y Lanzamientos de tiro penal para para decidir el ganador en caso de ser necesario.
|  | Cuartos de final       | Cuartos de final |               |       | Semifinales | Semifinales |       |               | Final        | Final |  |
|  |                        |                  |               |       |             |             |       |               |              |       |  |
|  |                        |                  |               |       |             |             |       |               |              |       |  |
|  | Catar (t.s.)           | 2                |               |       |             |             |       |               |              |       |  |
|  | Catar (t.s.)           | 2                |               |       |             |             |       |               |              |       |  |
|  | Corea del Norte        | 1                |               |       |             |             |       |               |              |       |  |
|  | Corea del Norte        | 1                |               | Catar | 1           |             |       |               |              |       |  |
|  |                        |                  |               | Catar | 1           |             |       |               |              |       |  |
|  |                        |                  | Corea del Sur | 3     |             |             |       |               |              |       |  |
|  | Corea del Sur          | 1                | Corea del Sur | 3     |             |             |       |               |              |       |  |
|  | Corea del Sur          | 1                |               |       |             |             |       |               |              |       |  |
|  | Jordania               | 0                |               |       |             |             |       |               |              |       |  |
|  | Jordania               | 0                |               |       |             |             |       | Corea del Sur | 2            |       |  |
|  |                        |                  |               |       |             |             |       | Corea del Sur | 2            |       |  |
|  |                        |                  | Japón         | 3     |             |             |       |               |              |       |  |
|  | Japón (t.s.)           | 3                | Japón         | 3     |             |             |       |               |              |       |  |
|  | Japón (t.s.)           | 3                |               |       |             |             |       |               |              |       |  |
|  | Irán                   | 0                |               |       |             |             |       |               |              |       |  |
|  | Irán                   | 0                |               | Japón | 2           |             |       | Tercer lugar  | Tercer lugar |       |  |
|  |                        |                  |               | Japón | 2           |             |       | Tercer lugar  | Tercer lugar |       |  |
|  |                        |                  | Irak          | 1     |             |             |       |               |              |       |  |
|  | Emiratos Árabes Unidos | 1                | Irak          | 1     |             |             | Catar | 1             |              |       |  |
|  | Emiratos Árabes Unidos | 1                |               |       |             |             | Catar | 1             |              |       |  |
|  | Irak (t.s.)            | 3                |               |       |             |             |       |               | Irak (t.s.)  | 2     |  |
|  | Irak (t.s.)            | 3                |               |       |             |             |       |               | Irak (t.s.)  | 2     |  |
|  |                        |                  |               |       |             |             |       |               |              |       |  |

### Cuartos de final
| 22 de enero de 2016, 16:30 | Japón                             | 3:0 (0:0; 0:0) (t. s.)(3:0 t. s.) | Irán | Estadio Abdullah bin Khalifa, Doha                               |                                                                  |
|                            | Toyokawa 96' · Nakajima 109' 110' | Reporte                           |      | Asistencia: 1703 espectadores Árbitro(s): Hettikamkanamge Perera | Asistencia: 1703 espectadores Árbitro(s): Hettikamkanamge Perera |

| 22 de enero de 2016, 19:30 | Catar                      | 2:1 (1:0; 0:1) (t. s.)(1:0 t. s.) | Corea del Norte    | Estadio Jassim Bin Hamad, Doha                            |                                                           |
|                            | Afif 6' (pen.) · Assad 92' | Reporte                           | So Kyong-jin 90+2' | Asistencia: 9702 espectadores Árbitro(s): Ilgiz Tantashev | Asistencia: 9702 espectadores Árbitro(s): Ilgiz Tantashev |

| 23 de enero de 2016, 16:30 | Corea del Sur      | 1:0 (1:0) | Jordania | Estadio Suheim Bin Hamad, Doha                            |                                                           |
|                            | Moon Chang-jin 23' | Reporte   |          | Asistencia: 3126 espectadores Árbitro(s): Alireza Faghani | Asistencia: 3126 espectadores Árbitro(s): Alireza Faghani |

| 23 de enero de 2016, 19:30 | Emiratos Árabes Unidos | 1:3 (1:1; 0:0) (t. s.)(0:2 t. s.) | Irak                                                 | Estadio Grand Hamad, Doha                             |                                                       |
|                            | Ali Mhawi 75' (a.g.)   | Reporte                           | Hisni 77' · Abdul-Raheem 103' · Attwan-Kadhim 120+4' | Asistencia: 1030 espectadores Árbitro(s): Chris Beath | Asistencia: 1030 espectadores Árbitro(s): Chris Beath |

### Semifinales
| 26 de enero de 2016, 16:30 | Japón                     | 2:1 (1:1) | Irak      | Estadio Abdullah bin Khalifa, Doha                    |                                                       |
|                            | Kubo 26' · Harakawa 90+3' | Reporte   | Natiq 43' | Asistencia: 1489 espectadores Árbitro(s): Mohd Amirul | Asistencia: 1489 espectadores Árbitro(s): Mohd Amirul |

| 26 de enero de 2016, 19:30 | Catar         | 1:3 (0:0) | Corea del Sur                                              | Estadio Jassim Bin Hamad, Doha                                     |                                                                    |
|                            | Alaaeldin 79' | Reporte   | Seung-woo 48' · Kwon Chang-Hoon 89' · Moon Chang-Jin 90+5' | Asistencia: 11 840 espectadores Árbitro(s): Hettikamkanamge Perera | Asistencia: 11 840 espectadores Árbitro(s): Hettikamkanamge Perera |

### Tercer lugar
| 29 de enero de 2016, 17:45 | Catar         | 1:2 (1:1; 1:0) (0:1 t. s.) | Irak                        | Estadio Jassim Bin Hamad, Doha                           |                                                          |
|                            | Alaaeldin 27' | Reporte                    | Mohannad 86' · Hussein 109' | Asistencia: 10 049 espectadores Árbitro(s): Ahmed Al-Kaf | Asistencia: 10 049 espectadores Árbitro(s): Ahmed Al-Kaf |

### Final
| 30 de enero de 2016, 17:45 | Corea del Sur                          | 2:3 (1:0) | Japón                      | Estadio Abdullah bin Khalifa, Doha                              |                                                                 |
|                            | Kwon Chang-Hoon 20' · Jin Seong-Uk 47' | Reporte   | Asano 67' 81' · Yajima 68' | Asistencia: 5394 espectadores Árbitro(s): Abdulrahman Al-Jassim | Asistencia: 5394 espectadores Árbitro(s): Abdulrahman Al-Jassim |

|                           |
|                           |
| Campeón Japón 1.er título |

## Goleadores
6 goles
- Ahmed Alaaeldin

5 goles
- Kwon Chang-hoon

4 goles
| - Abdelkarim Hassan | - Moon Chang-jin |  |

3 goles
| - Liao Lisheng | - Yuya Kubo | - Omar Khribin |

2 goles
| - Amir Arsalan Motahari - Amjad Attwan Kadhim - Ali Husni - Mohannad Abdul-Raheem | - Shoya Nakajima - Baha' Faisal - Kim Yong-il - Yun Il-gwang | - Ryu Seung-woo - Dostonbek Khamdamov - Shinya Yajima - Takuma Asano |

1 gol
48 futbolistas
3 autogoles

## Clasificaciones finales
| Pos | Selección              | J | V | E | D | GF | GC | DG | Pts |
| --- | ---------------------- | - | - | - | - | -- | -- | -- | --- |
| 1.  | Japón                  | 6 | 6 | 0 | 0 | 15 | 4  | 11 | 18  |
| 2.  | Corea del Sur          | 6 | 4 | 1 | 1 | 14 | 6  | 8  | 13  |
| 3.  | Irak                   | 6 | 4 | 1 | 1 | 12 | 7  | 5  | 13  |
| 4.  | Catar                  | 6 | 4 | 0 | 2 | 13 | 10 | 3  | 12  |
|     |                        |   |   |   |   |    |    |    |     |
| 5.  | Emiratos Árabes Unidos | 4 | 2 | 1 | 1 | 5  | 5  | 0  | 7   |
| 6.  | Irán                   | 4 | 2 | 0 | 2 | 6  | 7  | -1 | 6   |
| 7.  | Jordania               | 4 | 1 | 2 | 1 | 3  | 2  | 1  | 5   |
| 8.  | Corea del Norte        | 4 | 0 | 2 | 2 | 6  | 8  | -2 | 2   |
|     |                        |   |   |   |   |    |    |    |     |
| 9.  | Australia              | 3 | 1 | 1 | 1 | 2  | 1  | 1  | 4   |
| 10. | Uzbekistán             | 3 | 1 | 0 | 2 | 6  | 6  | 0  | 3   |
| 11. | Siria                  | 3 | 1 | 0 | 2 | 5  | 7  | -2 | 3   |
| 12. | Arabia Saudita         | 3 | 0 | 2 | 1 | 5  | 6  | -1 | 2   |
| 13. | Tailandia              | 3 | 0 | 2 | 1 | 3  | 7  | -4 | 2   |
| 14. | China                  | 3 | 0 | 0 | 3 | 4  | 9  | -5 | 0   |
| 15. | Vietnam                | 3 | 0 | 0 | 3 | 3  | 8  | -5 | 0   |
| 16. | Yemen                  | 3 | 0 | 0 | 3 | 1  | 10 | -9 | 0   |

- J=Partidos jugados; G=Partidos ganados; E=Partidos empatados; P=Partidos perdidos; GF=Goles a favor; GC=Goles en contra; Dif=Diferencia de goles; Pts=Puntos.

## Clasificados a losJuegos Olímpicos de Río de Janeiro 2016
| Bandera de Japón | Bandera de Corea del Sur | Bandera de Irak |
| Japón            | Corea del Sur            | Irak            |